# Bogertophis
A Bogertophis a hüllők (Reptilia) osztályának pikkelyes hüllők (Squamata) rendjébe, ezen belül a siklófélék (Colubridae) családjába tartozó nem.

## Rendszerezésük
A nemet Herndon G. Dowling és Robert M. Price írták 1988-ban,  az alábbi 2 faj tartozik ide:
- rózsás gabonasikló (Bogertophis rosaliae)
- sivatagi gabonasikló (Bogertophis subocularis)